# Resiliency
Resiliency ist ein Jazzalbum von Alberto Pinton/Noi Siamo. Die 2015 im Glenn Miller Cafe in Stockholm entstandenen Aufnahmen erschienen 2016 auf Moserobie Music Production.

## Hintergrund
Alberto Pintons Quartett Noi Siamo, übersetzt aus dem Italienischen „wir sind“, erinnere an das cri de cœur „This is“ aus Ornette Colemans This Is Our Music (Atlantic, 1960) und konzentriere sich auf Eric Dolphys Klassiker Out to Lunch! (Blue Note, 1964), notierte Mark Corroto. Wie Dolphy würde er eine Bassklarinette spielen und sein „Freddie Hubbard“ sei der schwedische Trompeter Niklas Barnö, bekannt für seine Arbeit in Mats Gustafssons Fire! Orchester und dem Sextett Je Suis! Der Rest des Quartetts besteht aus dem Schlagzeuger Konrad Agnas und dem Bassisten Torbjörn Zetterberg, der Pinton zu dieser Zeit in seiner Band Och den Stora frågan beschäftigte.

## Titelliste
- Alberto Pinton Noi Siamo – Resiliency (Moserobie Music Production MMPCD102)[2]

1. Krigarens Väg 17:44
2. Tangible-Intangible 3:52
3. Magnetism 15:22
4. Lacy 5:14
5. L’Aquilone 6:18
6. Kapten K 10:11

Die Kompositionen stammen von Alberto Pinton.

## Rezeption

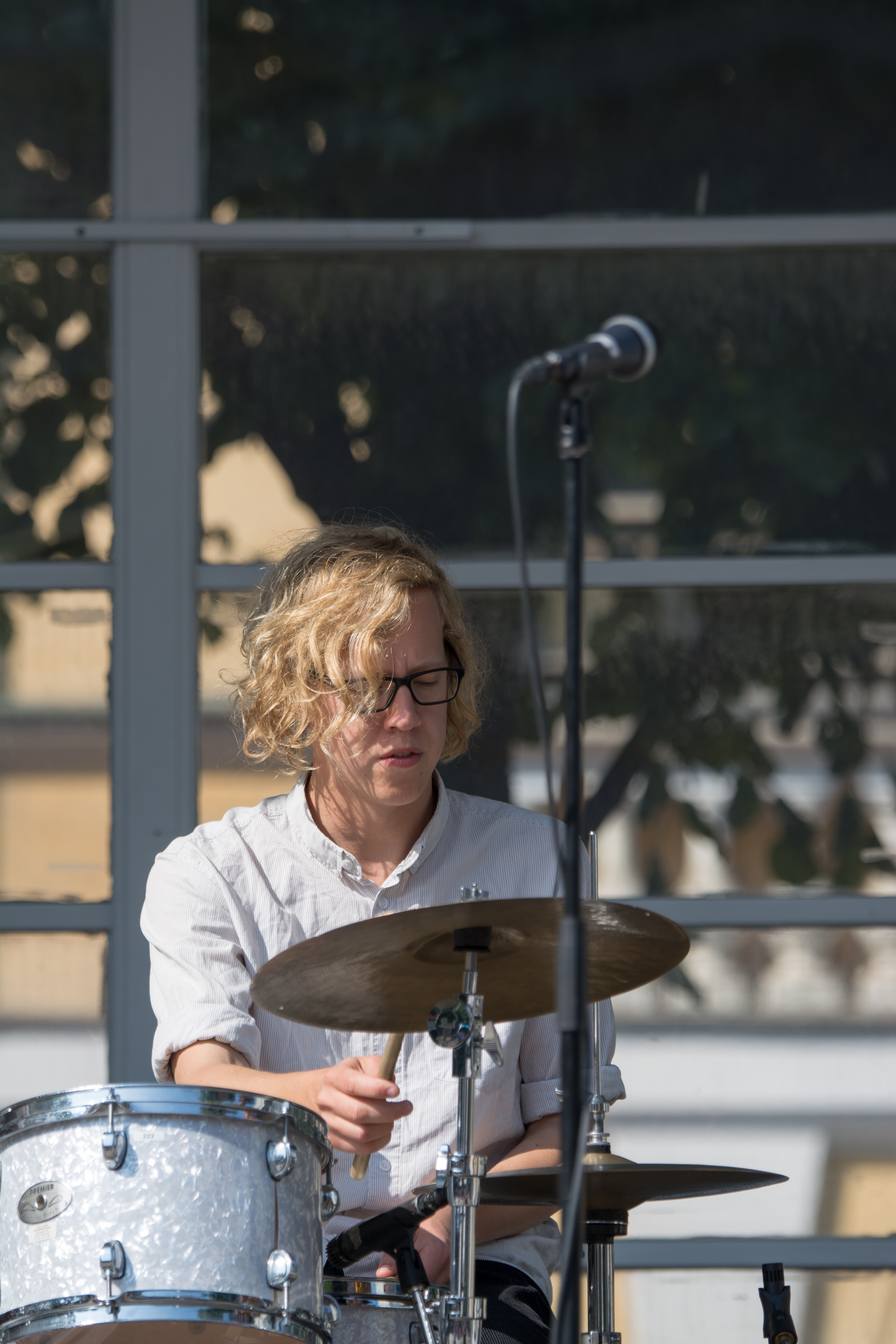
Konrad Agnas (2013)

Nach Ansicht von Mark Corroto, der das Album in All About Jazz rezensierte, drücke der Mitschnitt eine Kraft aus, die nur von einer Live-Aufführung ausgehen kann. Bereits das erste ausführliche Stück („Krigarens Väg“, deutsch Weg des Kriegers) markiere eine allumfassende Reise, deren Ausgangspunkt in den Wurzeln des Post-Bop-Jazz in den 1960er-Jahren liege.
An Eric-Dolphy-Reminiszenzen, insbesondere wenn er sich der Bassklarinette zuwende, oder besser gesagt wenn seine Musik Ornette Colemans Originalquartett der 1960er-Jahre zuzuordnen sei, knüpfe Alberto Pinton in einer Weise an, die gegenüber den Quellen dieser historischen Avantgarde keineswegs oberflächlich oder zu offensichtlich erscheine (und natürlich auch historisiert), denen er sich offenbar zugehörig fühlt, schrieb Alberto Bazzuro in All About Jazz. Besonders die längeren Stücke würden es ihm ermöglichen, sich in einer bestimmten Ästhetik vollständig und erschöpfend zu entfalten; im Allgemeinen tue er dies lebendig, vital, und vor allem frei von gewissen Exzessen des Intellektualismus.